# اسمیرنسکی
اسمیرنسکی (به لاتین: Smirnenski) یک منطقهٔ مسکونی در بلغارستان است که در شهرستان بروسارتسی واقع شده‌است.